# Анґ Пандай (фільм, 2009)
«Анґ Пандай» (тагал. Ang Panday, досл. «коваль») — філіппінський фантастичний бойовик 2009 року, адаптований за коміксами Карло Дж. Капараса «Пендей». Режисери Ріко Ґутьєррес та Мак Алехандре, головні ролі виконують Рамон «Бонґ» Ревілла, Філіп Сальвадор та Іза Кальзадо. Фільм було представлено на кінофестивалі Metro Manila Film Festival 2009 року.
Раніше Ревілла виконав роль головного героя, коваля Флавіо, у фільмі 1993 року «Кров коваля». Філіп Сальвадор, який грає антагоніста Лізардо, зобразив Флавіо в телесеріальній адаптації «Анґ Пандай» (2005).

## Сюжет
Колись давно злий чарівник Лізардо (Філіп Сальвадор) наслав армію чудовиськ, щоб поневолити землю та її народ. Лізардо це вдалося, але пророцтво розповідає про комету, яка впаде на Землю, і про людину, яка володітиме зброєю, що звільнить людей від тиранії Лізардо. Флавіо (Бонг Ревілла-молодший) — коваль, який веде тихе, безтурботне життя у містечку, якого майже не торкнулося зло Лізардо. Проте, коли комета, згадана в пророцтві, падає поблизу міста, доля Флавіо стає очевидною. Його заклятий ворог Лізардо намагається зруйнувати мир і гармонію в їхній оселі, впливаючи на мешканців. Щобільше, злий воєначальник кидає Флавіо виклик, полонивши його прекрасну кохану Марію (Іза Кальсадо). Відбувається низка подій, які виводять коваля (пандай) на передній край повномасштабної війни проти військ Лізардо.

## Акторський склад
- Рамон «Бонг» Ревілла — Флавіо/Пандай
- Філіп Сальвадор — Лізардо
- Іза Кальзадо — Марія
- Джефф Ейгенманн — Сельсо
- Роберт Вільяр — Бугой
- Ріан Рамос — Емеліта
- Шина Халілі — Далія
- Карлін Агілар — Тереза / Мананаггал
- Джордж Естреган молодший — Апойкатаван
- Пекто
- Ден Фернандес
- Мат Ранільо III
- Бенджі Парас — Занборо
- Джон Лапус — Крума
- Пауло Авеліно — Пепе
- Стеф Прескотт — Дітас
- Бі Джей Форбс — Попой
- Луз Вальдес — Лола Маменг
- Джуні Гамбоа — Лоло Іско
- Карлос Моралес — Дієго
- Гледіс Геварра — Бабанґ
- Дж. Б. Магсайсей — Беніто
- Кінг Гутьєррес — Кубади
- Діндо Арройо — Крузальдо
- Марісса Санчес — Мілінг
- Джон Фейр — Утал
- Карло Лакана — молодий Флавіо
- Ейс Еспіноза — батько Флавіо
- Рей Сагум — Г'юго
- Банджо Ромеро — Кумар
- Амбет Набус — син Мілінга
- Енн Кертіс — Дьоса Адора

## Виробництво
Зйомки фільму відбувалися у провінції Ілокос-Північний.

## Домашні медіа
«Анґ Пандай» був випущений на DVD та VCD компанією VIVA Video. DVD-реліз містить повнометражний трейлер фільму. DVD/VCD було випущено 11 березня 2010 року.

## Продовження
Сиквел фільму був випущений як офіційна заявка на кінофестиваль Metro Manila Film Festival 2011 року. Режисером сиквелу став Мак Алехандре, а в ньому з'явилися зірки, що повернулися: Рамон «Бонг» Ревілла, Іза Кальзадо та Філіп Сальвадор, а також новий персонаж у виконанні Маріан Рівери.

## Нагороди

### Нагороди 35-го кінофестивалюMetro Manila
| Рік      | Категорія                   | Одержувач                                                    | Результат |
| -------- | --------------------------- | ------------------------------------------------------------ | --------- |
| 2009 рік | Кращий фільм                | Анґ Пандай                                                   | Перемога  |
| 2009 рік | Кращий актор                | Бонг Ревілла                                                 | Перемога  |
| 2009 рік | Краща жіноча роль           | Іза Кальзадо                                                 | Номінація |
| 2009 рік | Кращий актор другого плану  | Філіп Сальвадор                                              | Перемога  |
| 2009 рік | Краща актриса другого плану | Ріан Рамос                                                   | Номінація |
| 2009 рік | Кращий дитячий виконавець   | Роберт Вільяр                                                | Перемога  |
| 2009 рік | Краща оригінальна пісня     | Оґі Алькасід («Dahil Tanging Ikaw» — виконує Реґін Веласкес) | Перемога  |
| 2009 рік | Кращі візуальні ефекти      | Джей Сантьяго                                                | Перемога  |
| 2009 рік | Кращий постановочний дизайн | Річард Сомес                                                 | Перемога  |